# 新潮社文学賞
新潮社文学賞（しんちょうしゃぶんがくしょう）は、新潮社が1954年（昭和29年）に新潮社四大文学賞のひとつとして設けた文学賞である。受賞者には記念品と副賞として賞金（第1回から第7回まで30万円、第8回以降は50万円）が授与された。1967年（昭和42年）10月に新潮文芸振興会が設立されたのを期に終了し、1969年（昭和44年）開始の日本文学大賞に引き継がれる形となった。

## 受賞作

### 第1回から第10回
- 第1回（1954年）
  - 受賞作
    - 三島由紀夫 『潮騒』

  - 候補作
    - 金達寿 『玄海灘』
    - 椎名麟三 『自由の彼方で』
    - 亀井勝一郎 『島崎藤村論』
    - 中村光夫 『志賀直哉論』
    - 中野重治 『むらぎも』
    - 西野辰吉 『米系日人』
    - 小島信夫 『アメリカン・スクール』
    - 本多秋五 『白樺派の文學』
    - 大田洋子 『半人間』
    - 小山清 『小さな町』
- 第2回（1955年）
  - 受賞作
    - 梅崎春生 『砂時計』
    - 山本健吉 『芭蕉』

  - 候補作
    - 井上孝 『東京0番地』
    - 堀田善衛 『時間』
    - 堀田善衛 『夜の森』
    - 幸田文 『黑い裾』
    - 川端康成 『みづうみ』
    - 吉田健一 『酒に呑まれた頭』
- 第3回（1956年）
  - 受賞作
    - 幸田文 『流れる』

  - 候補作
    - 加藤周一 『運命』
    - 福田恆存 『人間この劇的なるもの』
    - 山代巴 『荷車の歌』
- 第4回（1957年）
  - 受賞作
    - 吉田健一 『日本について』

  - 候補作
    - 霜多正次 『沖繩島』
    - 阿川弘之 『夜の波音』
    - 井上靖 『射程』
    - 宇野千代 『おはん』
    - 円地文子 『妖』
    - 円地文子 『女坂』
    - 木山捷平 『耳學問』
    - 吉田健一 『甘酸っぱい味』
    - 東郷豊治 『良寛』
- 第5回（1958年）
  - 受賞作
    - 遠藤周作 『海と毒薬』

  - 候補作
    - 伊藤整 『氾濫』
    - 石川淳 『修羅』
    - 武田泰淳 『森と湖のまつり』
    - 安岡章太郎 『遁走』
    - 平野謙 『藝術と實生活』
    - 福田恆存 『著作集（全八巻）』
    - 中村光夫 『二葉亭四迷傳』
    - 等十三編
- 第6回（1959年）
  - 受賞作
    - 河上徹太郎 『日本のアウトサイダー』

  - 候補作
    - 阿川弘之 『カリフォルニヤ』
    - 有吉佐和子 『紀ノ川』
    - 井上靖 『敦煌』
    - 井上靖 『樓蘭』
    - 吉行淳之介 『娼婦の部屋』
    - 井伏鱒二 『珍品堂主人』
    - 円地文子 『女面』
    - 中野重治 『梨の花』
    - 三島由紀夫 『鏡子の家』
    - 武田泰淳 『貴族の階段』
    - 中村光夫・臼井吉見・平野謙 『現代日本文學史』
- 第7回（1960年）
  - 受賞作
    - 庄野潤三 『靜物』

  - 候補作
    - 井上光晴 『死者の時』
    - 大原富枝 『婉という女』
    - 倉橋由美子 『パルタイ』
    - 野間宏 『さいころの空』
    - 福永武彦 『廢市』
    - 安岡章太郎 『海邊の光景』
    - 北杜夫 『夜と霧の隅で』
    - 北杜夫 『どくとるマンボウ航海記』

  - 参考作品
    - 花田清輝 「群猿図」
    - 青柳瑞穂 「ささやかな日本發掘」
- 第8回（1961年）
  - 受賞作
    - 大岡昇平 『花影』

  - 候補作
    - 島尾敏雄 『死の棘』
    - 河盛好蔵 『フランス文壇史』
    - 福永武彦 『ゴーギャンの世界』
- 第9回（1962年）
  - 受賞作
    - 江藤淳 『小林秀雄』

  - 候補作
    - 安部公房 『砂の女』
    - 木山捷平 『大陸の細道』
    - 野間宏 『わが塔はそこに立つ』
    - 花田清輝 『鳥獣戯話』
    - 安岡章太郎 『花祭』
- 第10回（1963年）
  - 受賞作
    - 高見順 『いやな感じ』

  - 候補作
    - 有吉佐和子 『助左衛門四代記』
    - 井上光晴 『地の群れ』
    - 藤枝静男 『ヤゴの分際』
    - 平野謙 『文藝時評』

### 第11回から第14回
- 第11回（1964年）
  - 受賞作
    - 大江健三郎 『個人的な体験』

  - 候補作
    - 北杜夫 『楡家の人びと』
    - 福永武彦 『忘却の河』
    - 吉行淳之介 『砂の上の植物群』
- 第12回（1965年）
  - 受賞作
    - 吉行淳之介 『不意の出来事』

  - 候補作
    - 安部公房 『榎本武揚』
    - 遠藤周作 『留學』
    - 丸岡明 『静かな影繪』
    - 本多秋五 『物語戦後文學史』
- 第13回（1966年）
  - 受賞作
    - 阿川弘之 『山本五十六』
    - 萩原葉子 『天上の花』

  - 候補作
    - 宇野千代 『刺す』
    - 遠藤周作 『沈黙』
    - 後藤亮 『正宗白鳥』
- 第14回（1967年）
  - 受賞作
    - 三浦朱門 『箱庭』

  - 候補作
    - 安部公房 『燃え尽きた地図』
    - 有吉佐和子 『華岡青洲の妻』
    - 大江健三郎 『万延元年のフットボール』
    - 北杜夫 『白きたおやかな峰』
    - 中村光夫 『贋の偶像』
    - 安岡章太郎 『幕が下りてから』

## 選考委員
- 第1回 - 伊藤整、亀井勝一郎、河上徹太郎、川端康成、小林秀雄、神西清、中島健蔵、中村光夫、新潮社出版部長
- 第2回から第3回 - 亀井勝一郎、河上徹太郎、川端康成、河盛好蔵、小林秀雄、神西清、中島健蔵、中村光夫、新潮社出版部長
- 第4回から第11回 - 亀井勝一郎、河上徹太郎、川端康成、河盛好蔵、小林秀雄、中島健蔵、中村光夫、山本健吉、新潮社出版部長
- 第12回から第14回 - 江藤淳、亀井勝一郎、河上徹太郎、河盛好蔵、小林秀雄、中島健蔵、中村光夫、平野謙、山本健吉